# Buffalo buffalo Buffalo buffalo buffalo buffalo Buffalo buffalo

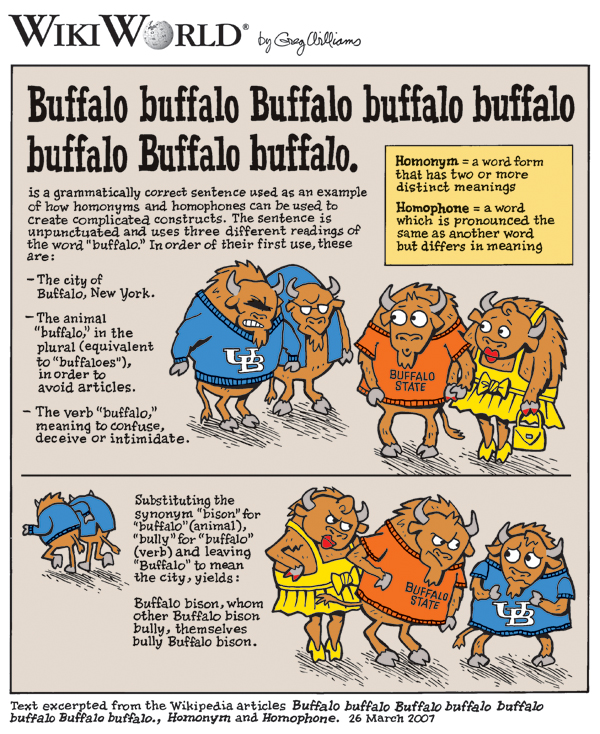
Obrázkové znázornění smyslu věty.

„Buffalo buffalo Buffalo buffalo buffalo buffalo Buffalo buffalo.“ je gramaticky správná věta v anglickém jazyce. Často se používá jako příklad, jak mohou být homonyma a homofony použity v komplikovaných konstrukcích. Věta znamená „Bizoni z Buffala, kteří jsou zastrašováni jinými bizony z Buffala, také zastrašují bizony z Buffala.“
Mluvilo se o ní od roku 1972, když byla vyřčena profesorem jménem William J. Rapaport z Univerzity v Buffalu.
Věta nemá interpunkci a využívá rozdílných významů slova „buffalo,“ které jsou:
- Přídavné jméno: Město Buffalo (buffalský).
- Podstatné jméno: Anglický výraz pro bizona v množném čísle.
- Sloveso: Slovo „buffalo“ ve smyslu slovesa znamená zmást nebo vystrašit někoho.

Jednotlivé rozlišení slovních druhů věty je následující: Buffaloa buffalos Buffaloa buffalos buffalov buffalov Buffaloa buffalos, kde „a“ je přídavné jméno (adjektivum), „s“ podstatné jméno (substantivum) a „v“ sloveso (verbum).

## Obtížnost čtení
Věta je velmi matoucí, protože:

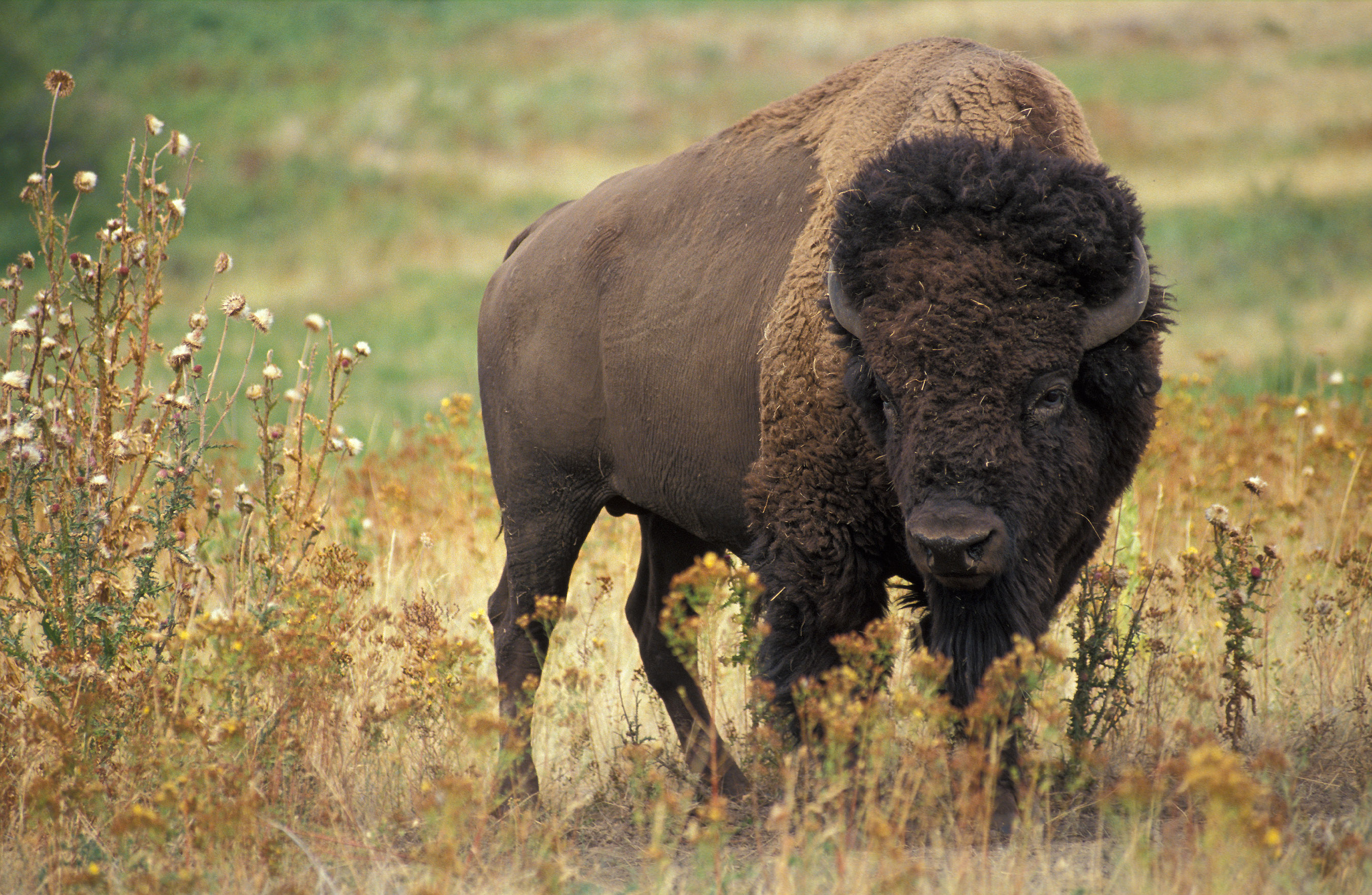
Bizon americký, obvykle anglicky nazývaný „buffalo“

- Většina lidí neužívá slovo „buffalo“ jako sloveso.
- Množné číslo od podstatného jména „buffalo“ může být „buffaloes“, „buffalos" nebo (jako hromadné podstatné jméno) „buffalo“.[5] V této větě je užit druhý možný tvar a je vyslovován stejně jako sloveso.
- Není zde žádná interpunkce.